# Wilhelm Hegeler
Wilhelm Hegeler (født 25. februar 1870 i Varel i Oldenborg, død 8. oktober 1943 i Irschenhausen) var en tysk forfatter.
Han studerede først jura, blev derpå efter adskillige rejser forfatter og bosatte sig i München, Berlin og siden 1905 i Weimar. Han debuterede 1893 med romanen Mutter Bertha, har senere blandt andet udgivet romanerne Sonnige Tage, Ingenieur Horstmann (oversat på dansk), Das Aergerniss og flere andre. Han har udviklet sig til en livfuld og underholdende fortæller, ofte med et udpræget satirisk element. Fra hans hånd foreligger også en studie over Heinrich von Kleist (1905) og satiren Des Königs Erziehung (1911). Blandt hans senere romaner kmå nævnes Die Leidenschaft des Hofrats Horn (1914) og Der verschüttede Mensch (1924).

## Værker
- Mutter Bertha, Berlin 1893
- Und alles um die Liebe, Berlin 1894
- Pygmalion, Berlin 1898
- Sonnige Tage, Berlin 1898
- Nellys Millionen, Berlin 1899
- Ingenieur Horstmann, Berlin 1900
- Pastor Klinghammer, Berlin 1903
- Kleist, Berlin [u.a.] 1904
- Flammen, Berlin 1905
- Pietro der Korsar und die Jüdin Cheirinca, Berlin 1906
- Das Ärgernis, Berlin 1908
- Die frohe Botschaft, Stuttgart [u.a.] 1910
- Den Himmel über mir und unter mir die Wellen, Berlin 1911
- Des Königs Erziehung, Stuttgart 1911
- Der Mut zum Glück, Berlin [u.a.] 1911
- Eros, Berlin 1913
- Tiefurt, Weimar 1913
- Die Leidenschaft des Hofrat Horn, Berlin 1914
- Die goldene Kette, Berlin [u.a.] 1915
- Bei unseren Blaujacken und Feldgrauen, Berlin 1916
- Der Siegeszug durch Serbien, Berlin 1916
- Zwei Freunde, Stuttgart [u.a.] 1921
- Der verschüttete Mensch, Stuttgart [u.a.] 1922
- Otto der Schmied, Berlin 1923
- Der Apfel der Elisabeth Hoff, Stuttgart 1925
- Das Gerücht und andere Erzählungen, Berlin 1926
- Die zwei Frauen des Valentin Key, Stuttgart 1927
- Goya und die Bucklige, Leipzig 1928
- Der Zinsgroschen, Hamburg 1928
- Das Wunder von Belair, Hamburg [u.a.] 1931
- Der innere Befehl. Ein Yorck-Roman, Universitas Deutsche Verlags-Aktiengesellschaft, Berlin  1936; erschien im selben Jahr unter dem Titel: Die Entscheidung. Roman aus dem Schicksalsjahre 1812 im Wegweiser-Verlag, Berlin
- Das Gewitter, Leipzig 1939
- Das Kastenmännchen, Prag [u.a.] 1943